# Główna Biblioteka Komunikacyjna
Główna Biblioteka Komunikacyjna – instytucja biblioteczna podległa Ministerstwu Infrastruktury (dawniej Ministerstwo Kolei Żelaznych, Ministerstwo Komunikacji, Ministerstwo Transportu i Budownictwa, Ministerstwo Infrastruktury i Budownictwa) utworzona decyzją Ministerstwa Kolei Żelaznych w 1919 jako ośrodek gromadzący literaturę i akty prawne z zakresu komunikacji (transport, łączność).
Biblioteka mieści się w gmachu ministerstwa przy ul. Tytusa Chałubińskiego 4/6. Działa na rzecz ministerstwa i jednocześnie jako publiczna biblioteka naukowa stanowi ogniwo krajowej sieci bibliotecznej i informacyjnej.

## Historia
W listopadzie 1919 Ministerstwo Kolei Żelaznych podjęło decyzję o utworzeniu w Warszawie biblioteki naukowej dla tego resortu, gromadzącej od tego momentu krajową i zagraniczną literaturę z zakresu prawnej, ekonomicznej i technicznej problematyki kolejnictwa. Pierwszym kierownikiem biblioteki został Józef Łabuński.
Zbiory do organizowanej biblioteki pochodziły z częściowo zachowanych księgozbiorów byłego Zarządu Drogi Żelaznej Warszawsko-Wiedeńskiej, byłego Zarządu Drogi Żelaznej Nadwiślańskiej oraz istniejącej w czasie I wojny światowej niemieckiej Dyrekcji Kolejowej w Warszawie. Były to materiały w językach polskim, francuskim, niemieckim i rosyjskim. Do biblioteki zaczęły napływać również archiwalia. Leopold Kronenberg przekazał jej ponad 80 tomów protokołów z posiedzeń rad zarządzających drogami żelaznymi Warszawsko-Wiedeńską, Nadwiślańską i Terespolską. W bibliotece znalazły się plany, mapy i rysunki o dużej wartości historycznej, m.in. projekty regulacji rzek z okresu Księstwa Warszawskiego i Królestwa Kongresowego.
W 1932, z chwilą powstania Ministerstwa Komunikacji, które przejęło również funkcje dotychczasowego Ministerstwa Kolei Żelaznych, zadania i profil biblioteki uległy zasadniczej zmianie. Biblioteka stała się centralnym ośrodkiem gromadzenia i upowszechniania piśmiennictwa fachowego, obejmującego wszystkie działy komunikacji kolejowej, drogowej, wodnej i lotnictwa cywilnego. W 1935 biblioteka rozpoczęła opracowywanie i wydawanie "Komunikatów", zawierających przegląd ważniejszych artykułów publikowanych w czasopismach zagranicznych. Co miesiąc biblioteka publikowała "Wykaz ważniejszych przybytków" i raz w roku "Wykaz czasopism otrzymywanych przez prenumeratę, wymianę i dary". Działalność biblioteki przerwała wojna.
W czerwcu 1945 biblioteka wznowiła działalność. W 1950 zostaje utworzona w jednostkach resortu komunikacji sieć bibliotek fachowych, która w 1961 zostaje przekształcona w sieć ośrodków informacji technicznej i ekonomicznej. Sieć stanowiły Resortowy Ośrodek Informacji Technicznej i Ekonomicznej Komunikacji, obejmujący Główną Bibliotekę Komunikacyjną, branżowe ośrodki informacji zlokalizowane w resortowych instytutach naukowo-badawczych, ośrodki okręgowe i zakładowe w przedsiębiorstwach.
W 1968 Główna Biblioteka Komunikacyjna uzyskała status biblioteki naukowej.